# 王學孔
王學孔（1486年—1567年），字鲁卿，號東蒙，江西吉安府安福縣人，民籍。

## 生平
治《易經》，排行二十九，正德十一年（1516年）江西鄉試第三十一名舉人，年三十八歲中式嘉靖二年（1523年）癸未科會試第一百三十七名，第三甲第二百三十八名進士。授松江府推官，因母亲去世归乡服丧，喪期过后，復补原职。任满擢升刑部广西司主事，嘉靖十二年（1533年）六月因捉捕内犯，率部吏携带铁索进入紫禁城，被巡视的科道言官弹劾，锦衣卫将他逮入诏狱讯问，谪貴藩都司经历，升长沙府同知，转嘉兴府知府。迁湖广按察司副使，兵备襄阳，二十三年正月以京察免职。归乡后，与兄太宰王学夔皆得高寿，享年八十有二。

## 家族
曾祖王循义，寿官。祖父王翀。父王秩。母劉氏。慈侍下。兄學閔、學昌、學孟、學旦、王學夔（吏部郎中）、弟王學舜（嘉靖四年舉人）、從弟王学益（正德八年举人、贡士）。